# Hubbard (Oregon)
Hubbard és una població dels Estats Units a l'estat d'Oregon. Segons el cens del 2000 tenia 2.483 habitants.

## Demografia
Segons el cens del 2000, Hubbard tenia 2.483 habitants, 753 habitatges, i 594 famílies. La densitat de població era de 1.546,3 habitants per km².
Dels 753 habitatges en un 46,5% hi vivien nens de menys de 18 anys, en un 60,2% hi vivien parelles casades, en un 13,4% dones solteres, i en un 21% no eren unitats familiars. En el 15,4% dels habitatges hi vivien persones soles el 5,7% de les quals corresponia a persones de 65 anys o més que vivien soles. El nombre mitjà de persones vivint en cada habitatge era de 3,3 i el nombre mitjà de persones que vivien en cada família era de 3,67.
Per edats la població es repartia de la següent manera: un 34,5% tenia menys de 18 anys, un 9,1% entre 18 i 24, un 32,8% entre 25 i 44, un 16,4% de 45 a 60 i un 7,2% 65 anys o més.
L'edat mediana era de 29 anys. Per cada 100 dones de 18 o més anys hi havia 100,6 homes.
La renda mediana per habitatge era de 38.850$ i la renda mediana per família de 42.552$. Els homes tenien una renda mediana de 32.731$ mentre que les dones 24.226$. La renda per capita de la població era de 14.383$. Aproximadament l'11% de les famílies i el 14,8% de la població estaven per davall del llindar de pobresa.

## Poblacions més properes
El següent diagrama mostra les poblacions més properes.